# سوسیپاترا
سوسیپاترا (زبان یونانی: Σωσιπάτρα) فیلسوف زن و عارف نوافلاطونی یونانی بود که در نیمه اول قرن چهارم میلادی در افسوس و پرگامون زندگی می‌کرد. داستان زندگی او در زندگی سوفیست‌ها نوشته یوناپیوس بیان شده است.

## زندگی
سوسیپاترا در اوایل قرن چهارم پس از میلاد در افسوس در خانواده‌ای ثروتمند به‌دنیا آمد. وقتی پنج ساله بود، دو مرد برای کار در املاک پدرش آمدند. هنگامی که آن‌ها محصول پرباری فراتر از انتظار درو کردند، پدرش را متقاعد کردند که سوسیپاترا و املاکش را به آن‌ها بسپارد. پدر به مدت پنج سال خانه را ترک کرد و در طی آن سوسیپاترا توسط آن دو مرد در حکمت کلدانی باستان آموزش دید. هنگامی که پدر بازگشت، سوسیپاترا که در حسن و زیبایی می‌درخشید، دارای توانایی‌های روانی و روشن‌بینی بود.

## فلسفه
سوسیپاترا بعدتر با یوستوائوس ازدواج کرد. یوستوائوس و سوسیپاترا سه پسر داشتند که یکی از آن‌ها، آنتونینوس، فیلسوف و خداشناس مهمی شد.
پس از مرگ شوهرش به پرگامون رفت، جایی که مهارتش در فلسفه او را به اندازه آدزیوس که همسرش شد و فلسفه تدریس می‌کرد، محبوب کرد. در آن‌جا یک مکتب فلسفی تأسیس کردند. یوناپیوس می‌گوید که پس از شرکت در سخنرانی‌های فیلسوف نوافلاطونی آدزیوس، دانشجویان به شنیدن سخنان سوسیپاترا می‌رفتند. آموزه‌های او برای دانش‌آموزان پیشرفته یا «حلقه درونی» بود.

## عرفان
برخی از داستان‌های زندگی سوسیپاترا، به او قدرت‌های جادویی مختلفی نسبت می‌دهند. یکی از بستگان او به نام فیلومتر عاشق او بود و برای جلب عشق طلسمش کرد. او احساسات متضاد خود را به ماکسیموس که شاگرد آدزیوس بود، اعتراف کرد و بعدتر معلم امپراتور ژولیان شد. ماکسیموس توانست وجود طلسم را تشخیص دهد و با طلسم خودش با آن مقابله کند و قصد فیلومتر را خنثی کند. از آن‌جا که فیلومتر از کارش شرمنده شده بود، سوسیپاترا او را بخشید، و بعدتر می‌شنویم که در یک حادثه به فیلومتر کمک می‌کند.

## میراث
هیچ نوشته‌ای از سوسیپاترا تا عصر مدرن باقی نمانده است و شرح زندگی او صرفاً بر اساس زندگی سوفیست‌ها نوشته یوناپیوس است، که او را یکی از مهم‌ترین و تأثیرگذارترین شخصیت‌هایی معرفی می‌کند که شرح حال او در آثارش آمده است. ادوارد جی واتس می‌گوید فقدان گزارش‌ها از زندگی او می‌تواند به این دلیل باشد که اهمیتش توسط یوناپیوس و پیروانش تحت‌اشعاع قرار گرفته است. از سوی دیگر، ماریا دزیلسکا عنوان کرد که عدم ذکر یا بحث از سوسیپاترا توسط سایر محققان معاصر و متأخر ممکن است نوعی از نفرین محو یادبود بوده باشد.
هایدی مارکس عنوان می‌کند که دلایلی که یوناپیوس مقدار زیادی از زندگی خود را به سوسیپاترا اختصاص داده است، اول این است که او «آموزگار معلم خود» است، و دوم این‌که داستان زندگی او پاسخی به هیژونویسان مسیحی است؛ کسانی که زندگی‌نامه‌های شهدا و قدیسان زن مسیحی را می‌نوشتند، و همگی با کلیشه «زن باکره یا مجرد زاهد» مطابقت داشتند. یوناپیوس ملحدی از داستان سوسیپاترا برای ترویج روایتی متفاوت از یک «زن نخبه» ساخت، از نظر او سوسیپاترا سزاوار احترام، تحسین و یادآوری است، درحالی‌که هم خانواده دارد، هم شغل حرفه‌ای دارد و هم از راحتی مادی لذت می‌برد. مارکس همچنین خاطرنشان می‌کند، درحالی‌که سوسیپاترا زنی «قابل توجه» بود، شرح زندگی او توسط یوناپیوس «بسیار تخیلی» است و او از بسیاری جهات زاییده تخیل یوناپیوس است.